# Стрілець B2

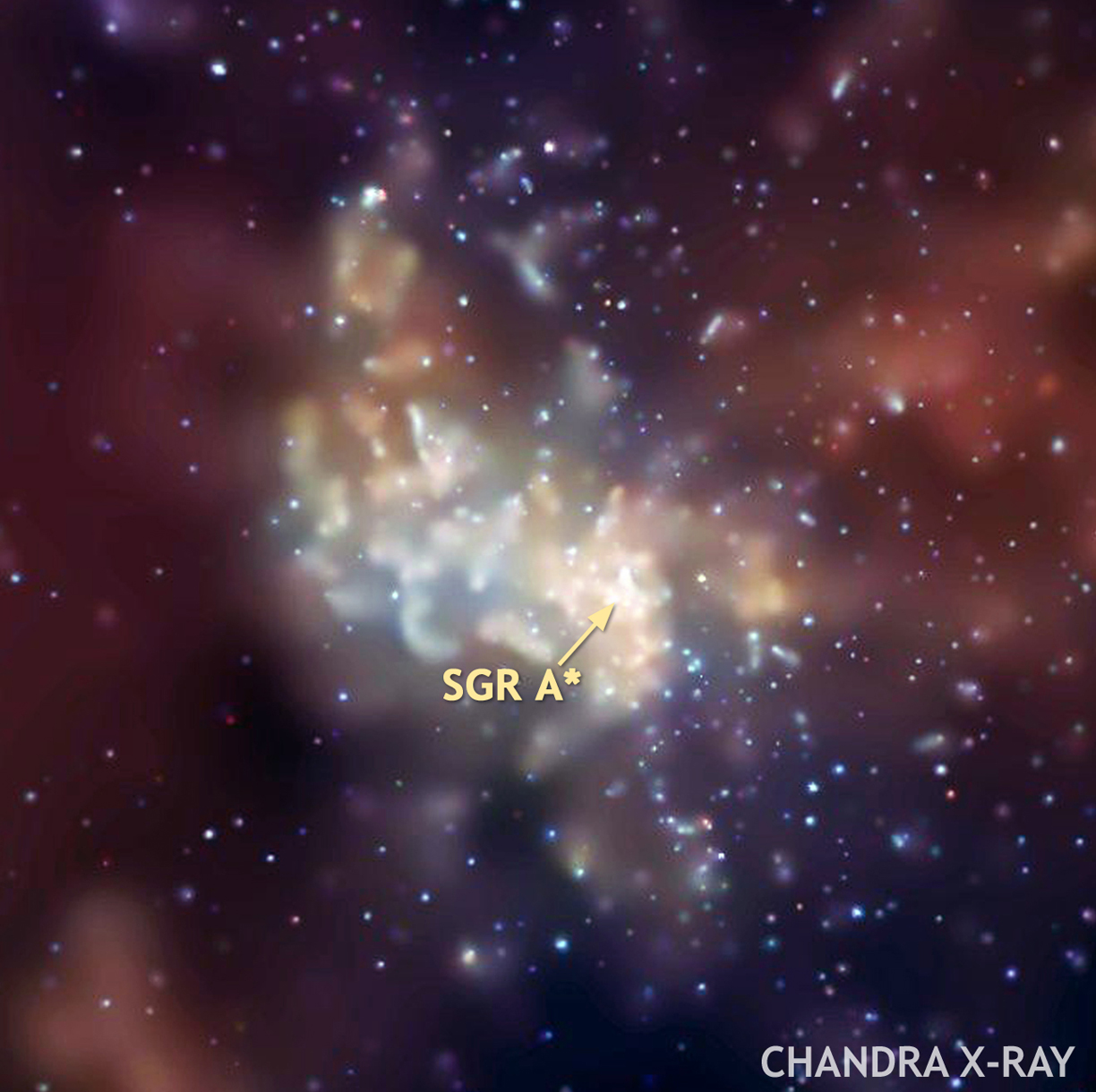
Вплив кандидата в чорні діри Стрілець A* на Стрілець B2

Стрілець B2 (англ. Sagittarius B2, скорочено — Sgr B2) — велетенська газопилова хмара, що перебуває на відстані 120 парсек від центру Чумацького шляху (близько 26 000 світлових років від Землі), у якій відбуваються процеси зореутворення.

## Структура
Стрілець B2 — найбільша газопилова хмара в балджі центральної частини Галактики. Його загальна маса перевищує масу Сонця в 3 мільйони разів. Стрілець В2 поділяють на три частини або джерела, які умовно позначають Північна (N), Головна (М) та Південна (S). Вони містять велику кількість осередків зореутворення, водяних мазерів та понад 49 компактних зон HII. У них також наявні джерела рентгенівського випромінювання, що пов'язані з так званими «молодими зоряними об'єктами» (англ. Young Stellar Object, YSO). Речовина в Стрільці В2 рухається нерівномірно; саме на межі між ділянками газу, що рухаються з різними швидкостями, виникає більшість мазерів та зон HII. Північне джерело Sgr B2 (N) містить іонізований газ з вищими швидкостями, аніж в інших двох джерелах. Це свідчить про те, що Sgr B2 (N) відділився від Головного джерела Sgr B2 (М) нещодавно. В обох Sgr B2 (N) та Sgr B2 (М) утворення мазерів пов'язано з біполярними витоками (джетами), які іноді утворюють ланцюжкові структури. Біполярні витоки й призводять до спалахів мазерів.